# Spinamblys tricolor
Spinamblys tricolor är en stekelart som beskrevs av Heinrich 1968. Spinamblys tricolor ingår i släktet Spinamblys och familjen brokparasitsteklar. Inga underarter finns listade i Catalogue of Life.